# Leipzig-Gohlis järnvägsstation

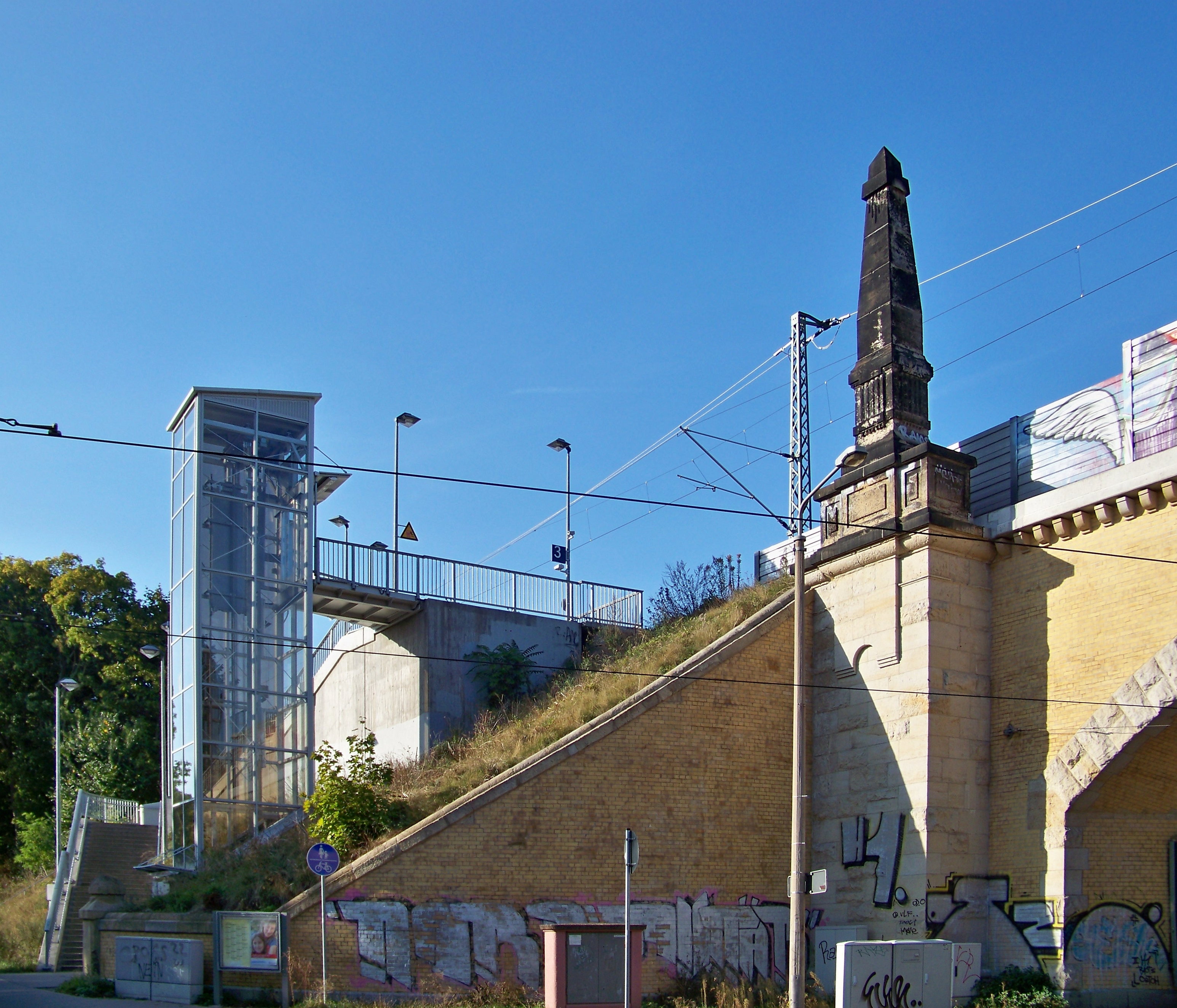
Leipzig-Gohlis station. Lützowstraße går genom tunneln till höger i bilden.

Leipzig-Gohlis är en järnvägsstation i stadsdelen Gohlis i Leipzig. Stationen ligger på järnvägarna Leipzig-Wahren–Leipzig Hbf och Leipzig–Großkorbetha.
Den 1 april 1894 öppnades stationen för trafik under namnet Gohlis-Eutritzsch. År 1922 bytte stationen namn till Leipzig-Gohlis och järnvägen Leipzig-Wahren–Leipzig Hbf blev elektrifierad. Stationen har sedan 2013 varit del av S-Bahn Mitteldeutschland och trafikeras av linjerna S1, S3 och S10.
Spårvägslinje 12 stannar på Lützowstraße som går under stationen.